# Marjan Pocajt
Marjan Pocajt, slovenski zdravnik, primarij in pedagog * 11. julij 1925, Velenje, † februar 2013, Maribor.
Osnovno šolo je obiskoval v rodnem Velenju in v Šoštanju. Pomanjkanje denarja in začetek druge svetovne vojne je botrovalo da šolanja ni nadaljeval, ampak se je zaposlil v Premogovniku Velenje. Zaradi preganjanja s strani okupatorja je leta 1942 odšel v Gradec in se vpisal na inženirsko šolo. Po zaključenem prvem semestru je bil mobiliziran v okupatorjevo vojsko in poslan na urjenje na Tirolsko in nato na zahodno fronto v francosko vasico Nouvelle Eglise. Ko je leta 1944 prišlo do izkrcanja zaveznikov v Normandiji, mu je uspel prebeg k zaveznikom. V vojnem ujetništvu na Škotskem se je opredelil za NOV in bil po kratkih pripravah kot član V. Prekomorske brigade poslan v Jugoslavijo. Sodeloval je v bojih te brigade vse do njene razpustitve, ko so ga dodelili kot vojnega dopisnika štabu VII. korpusa.
Po osvoboditvi je krajši čas delal kot novinar za območja Koroške, Šaleške doline in Podravja, nato pa je leta 1946 na Realni gimnaziji Bežigrad opravil maturo. Sledil je študij na Medicinski fakulteti v Ljubljani. Že leta 1947 je dobil izredno zaposlitev na Inštitutu za anatomijo v Ljubljani najprej kot demonstrator in kasneje kot pomožni asistent pri prof. Milanu Cundru. Po diplomi je do leta 1954 v Ljubljani opravljal stažiranje. Istega leta je skupaj z dr. Antonom Širca izdal izredno uspešen učbenik »Anatomija in fiziologija«, ki je z zadnjim ponatisom leta 2002 doživel vsega skupaj 16 izdaj, kar je svojevrsten rekord za strokovno literaturo na Slovenskem.
Ker po končanem stažiranju ni dobil zaposlitve na Anatomskem inštitutu, je sprejel ponudbo in postal splošni zdravnik v Zdravstveni postaji Dobrovo v Goriških Brdih, kjer je ostal do leta 1958. Nato je skupaj z družino prišel v Maribor, kjer ga je takratni direktor Splošne bolnišnice dr. Zmago Slokan zaposlil na Infekcijskem oddelku. Ko je bila v letu 1960 v Mariboru ustanovljena Višja stomatološka šola, so mu zaradi predhodno pridobljenih izkušenj na Inštitutu za anatomijo, ponudili vodenje Inštituta za celokupno normalno morfologijo. Dr. Pocajt je izziv sprejel in bil jeseni leta 1960 potrjen za rednega profesorja te šole za predmet normalna morfologija, ki ga je predaval študentom stomatologije v prvem letniku. Postal je predstojnik Katedre za normalno morfologijo, štiri leta pa je bil tudi predstojnik Oddelka za splošno medicino.
Po ukinitvi Višje stomatološke šole se je vrnil v Splošno bolnišnico Maribor in pričel s specializacijo iz radiologije, ki jo je končal leta 1972. Zaposlil se je na Radiološkem oddelku, kjer je vpeljal številne nove metode zdravljenja, kot prvi pa je pričel s preiskavami srčnih arterij, prav tako je uporabljal ultrazvočno diagnostiko v gastroenterologiji. Od leta 1982 pa do upokojitve je opravljal funkcijo predstojnika oddelka.
Kljub ukinitvi Višje stomatološke šole je nadaljeval s pedagoškim delom. Na njegovo pobudo je leta 1975 Višja šola za zdravstvene delavce iz Ljubljane v Mariboru odprla dislociran oddelek za izobraževanje višjih rentgenskih tehnikov. Na matični lokaciji v Ljubljani in dislociranem oddelku v Mariboru je predaval predmeta Anatomija s fiziologijo in rentgenska anatomija. Upokojil se je leta 1986, vendar je kot zdravnik v nekaterih zasebnih ustanovah deloval do leta 1998.